# Filipjeva meridionalis
Filipjeva meridionalis is een rondwormensoort uit de familie van de Xyalidae.